# Districtes de Sevilla

Districtes de Sevilla i municipis limítrofs.

Els districtes de Sevilla són la divisió administrativa del municipi de Sevilla. Amb l'objectiu de la desconcentració i buscant la participació ciutadana, el municipi es divideix en 11 districtes diferents. Tots ells estan organitzats mitjançant una Junta Municipal de Districte amb el seu corresponent delegat, oficines administratives, i representants de les associacions veïnals de la zona.
El municipi de Sevilla i la seva divisió per districtes es regeix pel Reglament Orgànic de les Juntes Municipals de Districtes, que va ser acordat per el seu ajuntament durant el ple del 14 de juliol de 2005.

## Antecedents històrics: els barris
Sevilla tenia en 1900, segons el cens demogràfic, una població de 148.315 habitants i en 1991 va arribar al màxim de població amb 704.857 habitants, la qual cosa va suposar un creixement del 478% en aquest període. Aquest fenomen de creixement poblacional tan desmesurat, va ocasionar que el planejament urbanístic de la ciutat hagi estat molt caòtic i sempre superat per les necessitats de nous habitatges sense poder determinar un model tancat i planificat de ciutat. Com a conseqüència de tot això la ciutat compta amb una gran quantitat de barris molt diferenciats uns d'uns altres. Des de 1991 la població de Sevilla no ha crescut gens fins i tot ha baixat el que està ocasionant un envelliment molt significatiu de la població especialment en alguns barris. Això ha estat conseqüència del preu excessivament elevat dels habitatges nous i l'escassetat de promocions d'habitatges socials.
Molts barris tenen una estructura de funcionament com si fossin una petita ciutat inserida en una gran ciutat i sense solució de continuïtat d'uns amb uns altres. Els resultats electorals que s'obtenen als diferents barris indiquen que hi ha una gran diferència sociològica i política d'uns barris pel que fa a uns altres, perquè sent dos partits polítics majoritaris a la ciutat PP i PSOE, la distribució de vots d'aquests partits varia moltíssim en uns barris a uns altres.

## Equipaments
Les infraestructures que més o menys hi ha a cada barri són les següents:
- Autobusos urbans amb una línia almenys, i que és radial cap al centre de la ciutat, pertanyent a la xarxa de Transports Urbans de Sevilla.
- Centres educatius d'Educació Primària i Secundària públics i concertats que més o menys cobreixen l'escolarització del 100% de la població en edat escolar.
- Centre sanitari d'atenció primària.
- Mercat municipal de proveïments.
- Mercat ambulant de venda ambulant.
- Un o diversos supermercats de tipus mitjà, de les diferents cadenes de distribució.
- Petit comerç i tallers artesans de serveis diversos.
- Una o diverses associacions de veïns.
- Celebració d'alguna festa patronal del barri.
- Alguns posseeixen una o diverses confraries que participen en la Setmana Santa a Sevilla.
- Església parroquial.
- Alguns tenen un centre cívic dependent de l'ajuntament.

Com a manques més significatives de molts barris, destaquen l'escassetat de zones d'oci, zones verdes, zones esportives d'ús públic, espais o residències per a les persones majors i dèficit molt acusat de places d'aparcament per a residents, fins al punt que aquest assumpte és una de les principals queixes que tenen els sevillans en general respecte de la seva ciutat.

## Districtes i barris
| Districte               | Barris |
| ----------------------- | --- |
| Bellavista-La Palmera   | Bellavista, Heliópolis, Elcano-Los Bermejales, Sector Sur-La Palmera-Reina Mercedes, Pedro Salvador-Las Palmeritas, Barriada de Pineda. |
| Casco Antiguo           | El Arenal, Encarnación-Regina, Alfalfa, San Bartolomé, San Lorenzo, San Gil, Museo, Santa Catalina, Santa Cruz, Feria, San Julián, San Vicente. |
| Cerro-Amate             | Amate, Juan XXIII, Los Pájaros, Rochelambert, Santa Aurelia-Cantábrico-Atlántico-La Romería, Palmete, El Cerro, La Plata. |
| Este-Alcosa-Torreblanca | Colores-Entreparques, Torreblanca, Parque Alcosa-Jardines del Edén, Palacio de Congresos-Urbadiez-Entrepuentes. |
| Los Remedios            | Tablada, Los Remedios. |
| Macarena                | Santa María de Ordas-San Nicolás, Pío XII, La Barzola, El Carmen, Cruz Roja-Capuchinos, Villegas, Santas Justa y Rufina-Parque Miraflores, Los Príncipes-La Fontanilla, Begoña-Santa Catalina, Polígono Norte, La Paz-Las Golondrinas, La Palmilla-Doctor Marañón, Hermandades-La Carrasca, Macarena 3 Huertas-Macarena 5, El Torrejón, El Cerezo, Doctor Barraquer-Grupo Renfe-Policlínico, Retiro Obrero, Cisneo Alto-Santa María de Gracia, Campos de Soria, León XIII-Los Naranjos, El Rocío, Pino Flores, Las Avenidas. |
| Nervión                 | Nervión, San Bernardo, Huerta del Pilar, La Florida, La Buhaira, La Calzada, San Roque, Ciudad Jardín. |
| Norte                   | Barriada Pino Montano, Consolación, El Gordillo, Las Almenas, San Jerónimo, La Bachillera, Los Carteros, San Diego (Sevilla), Los Arcos, Las Naciones-Parque Atlántico-Las Dalias, San Matías, Aeropuerto Viejo, Valdezorras. |
| San Pablo-Santa Justa   | Árbol Gordo, La Corza, Las Huertas, San Carlos-Tartessos, San José Obrero, El Fontanal-María Auxiliadora-Carretera de Carmona, Santa Clara, Zodiaco, San Pablo A y B, San Pablo C, San Pablo D y E, Huerta de Santa Teresa. |
| Sur                     | El Prado-Parque de María Luisa, Huerta de la Salud, El Porvenir, Giralda Sur, El Plantinar, Felipe II-Los Diez Mandamientos, Tabladilla-La Estrella, Bami, Tiro de Línea-Santa Genoveva, La Oliva, Avenida de la Paz, El Juncal-Híspalis, Las Letanías, Polígono Sur. |
| Triana                  | Triana Casco Antiguo, Barrio León, El Tardón-El Carmen, Triana Este, Triana Oeste. |

## Galeria d'imatges

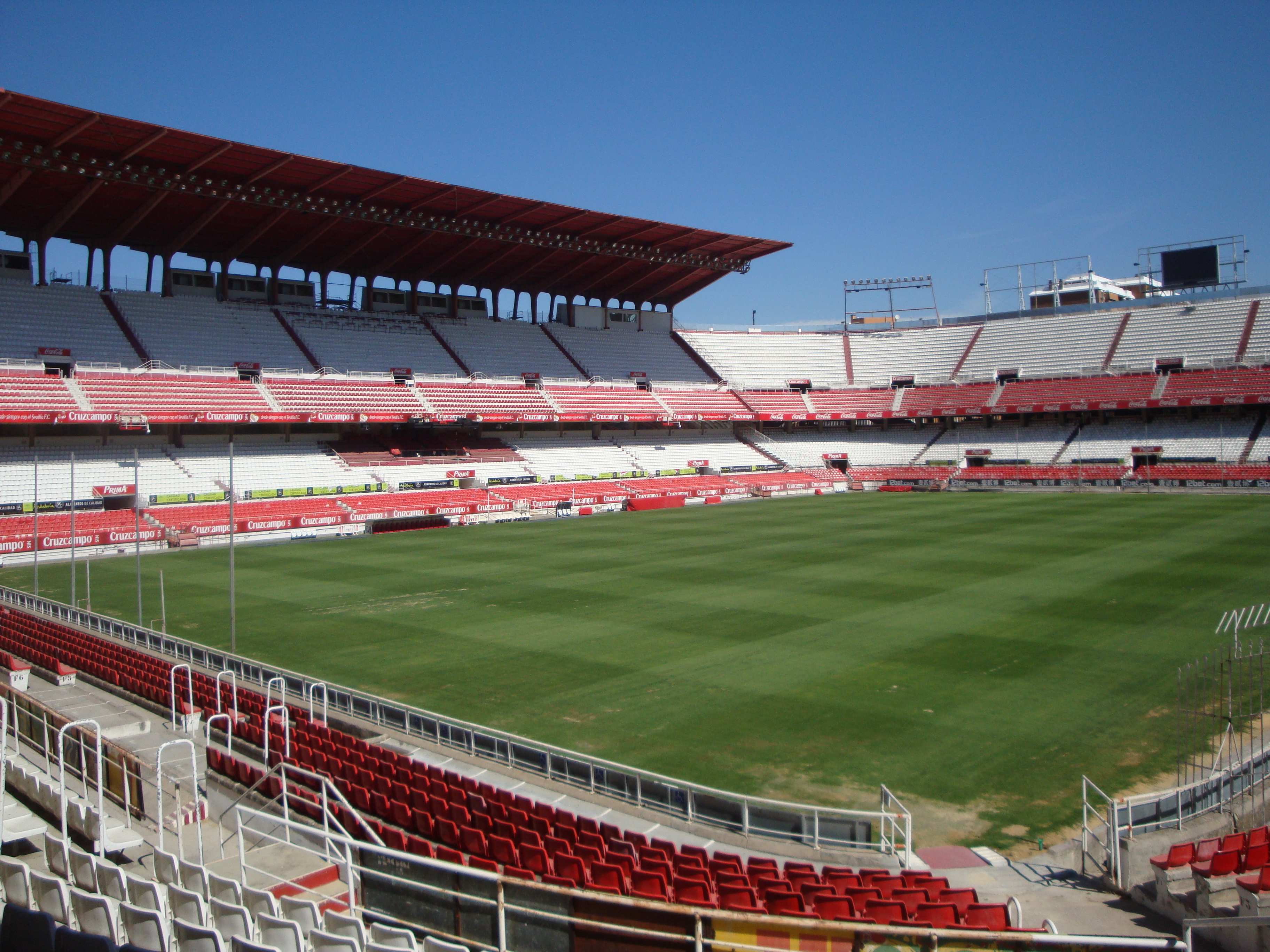
El Estadi Sánchez Pizjuán al distrito Nervión.
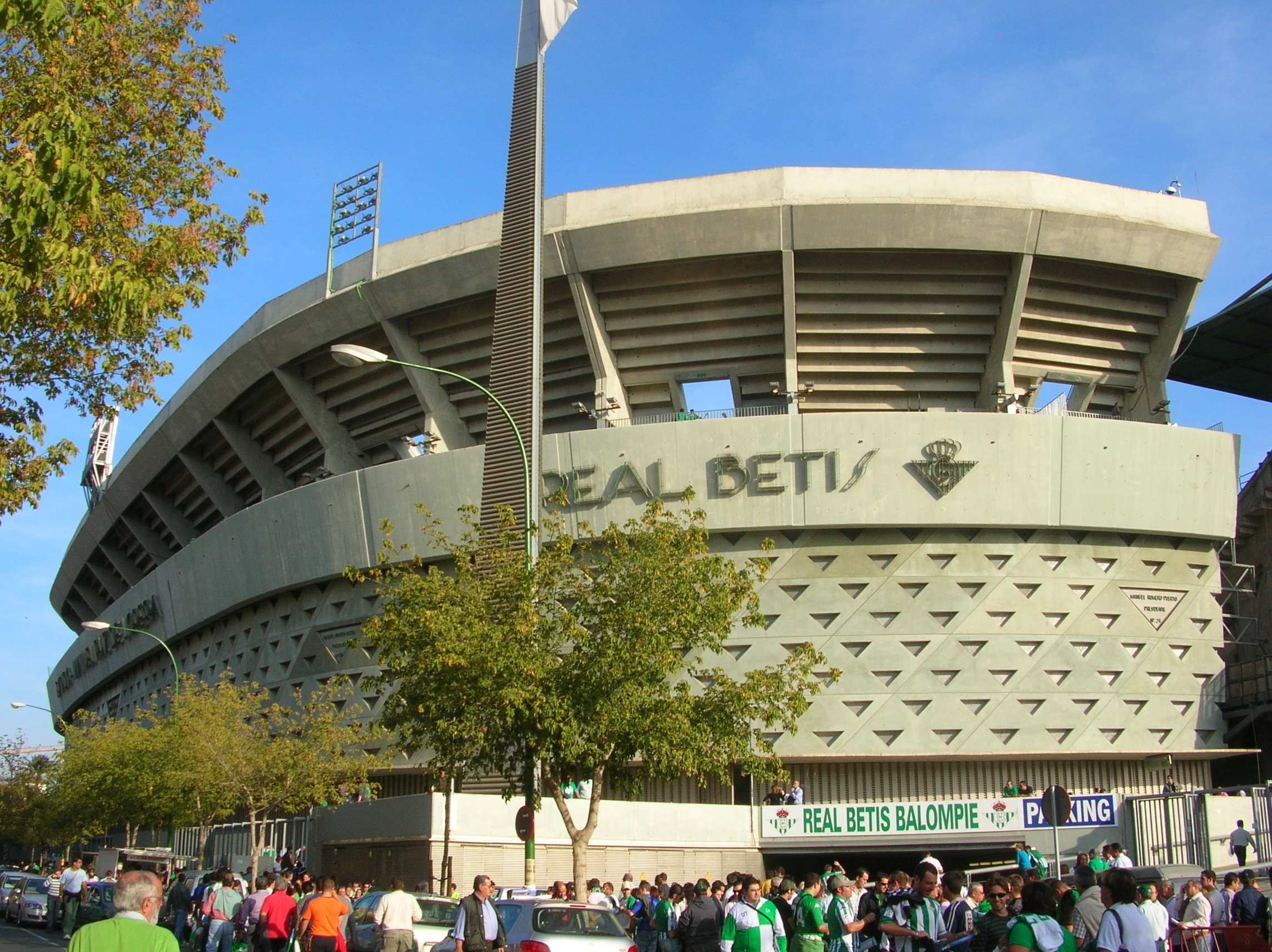
Estadi Benito Villamarín, al districte Bellavista-La Palmera.
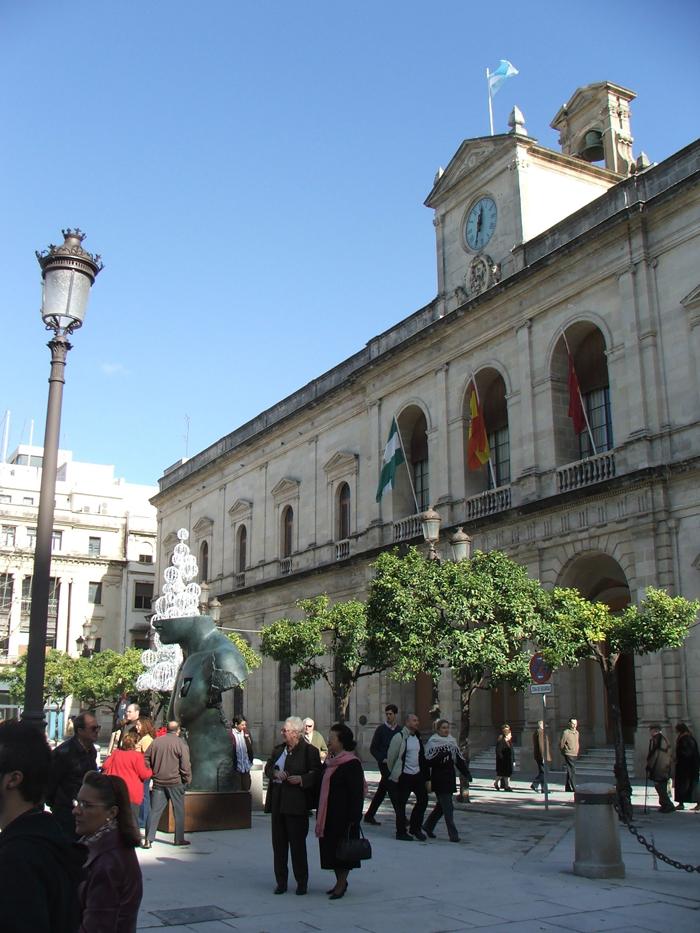
Edifici de l'Ajuntament de Sevilla, al districte Casco Antiguo.
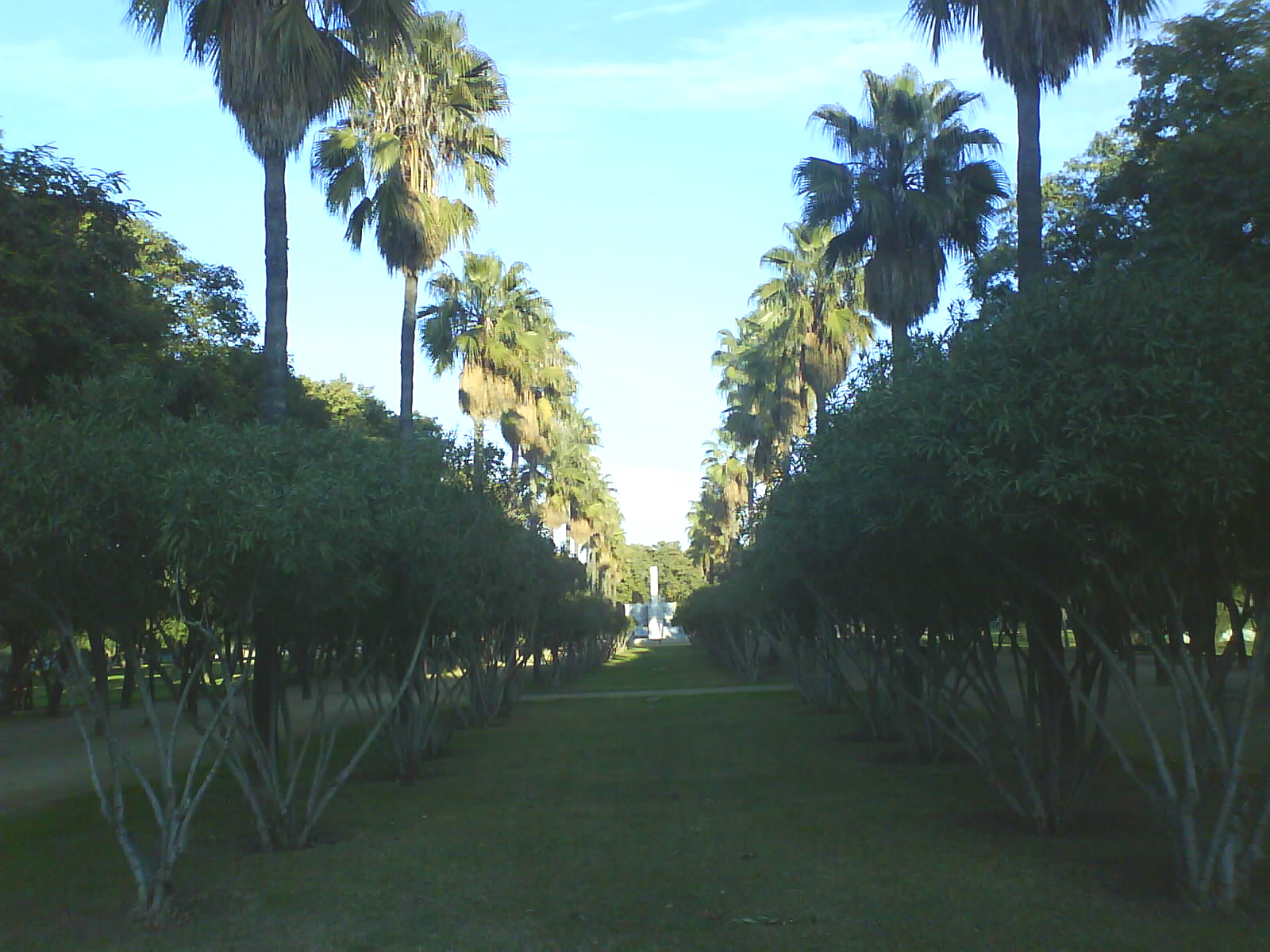
El parc Amate, que pertany al districte Cerro-Amate.
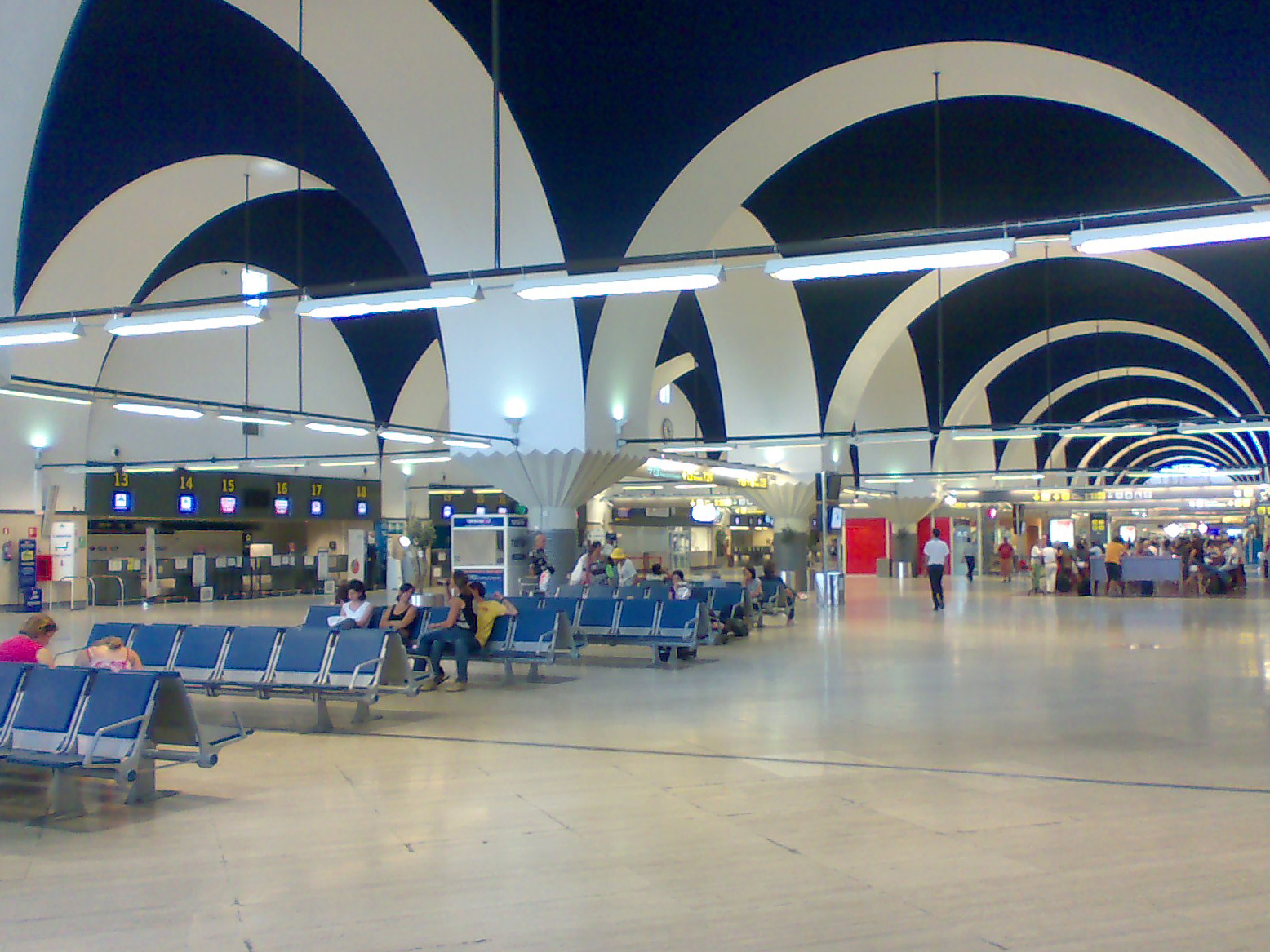
L'aeroport de Sevilla, ubicat al districte Este-Alcosa-Torreblanca.
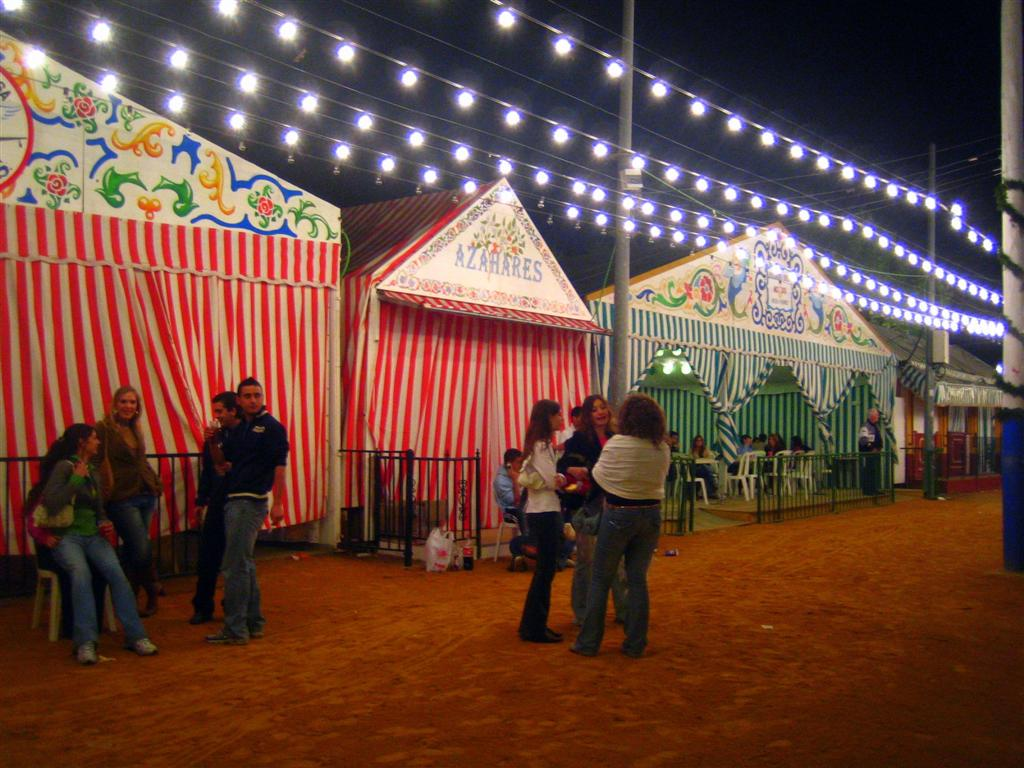
Casetes de la Fira d'Abril, situades al districte Los Remedios.
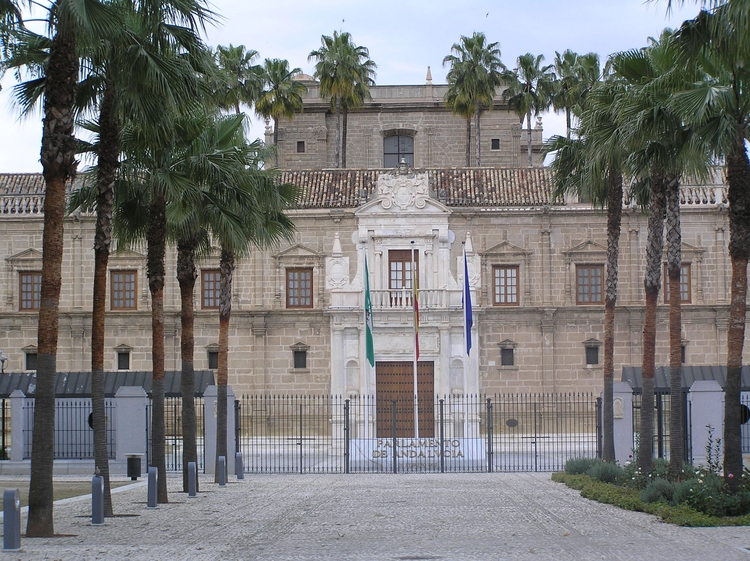
L'Hospital de las Cinco Llagas, seu del Parlament d'Andalusia al districte Macarena.
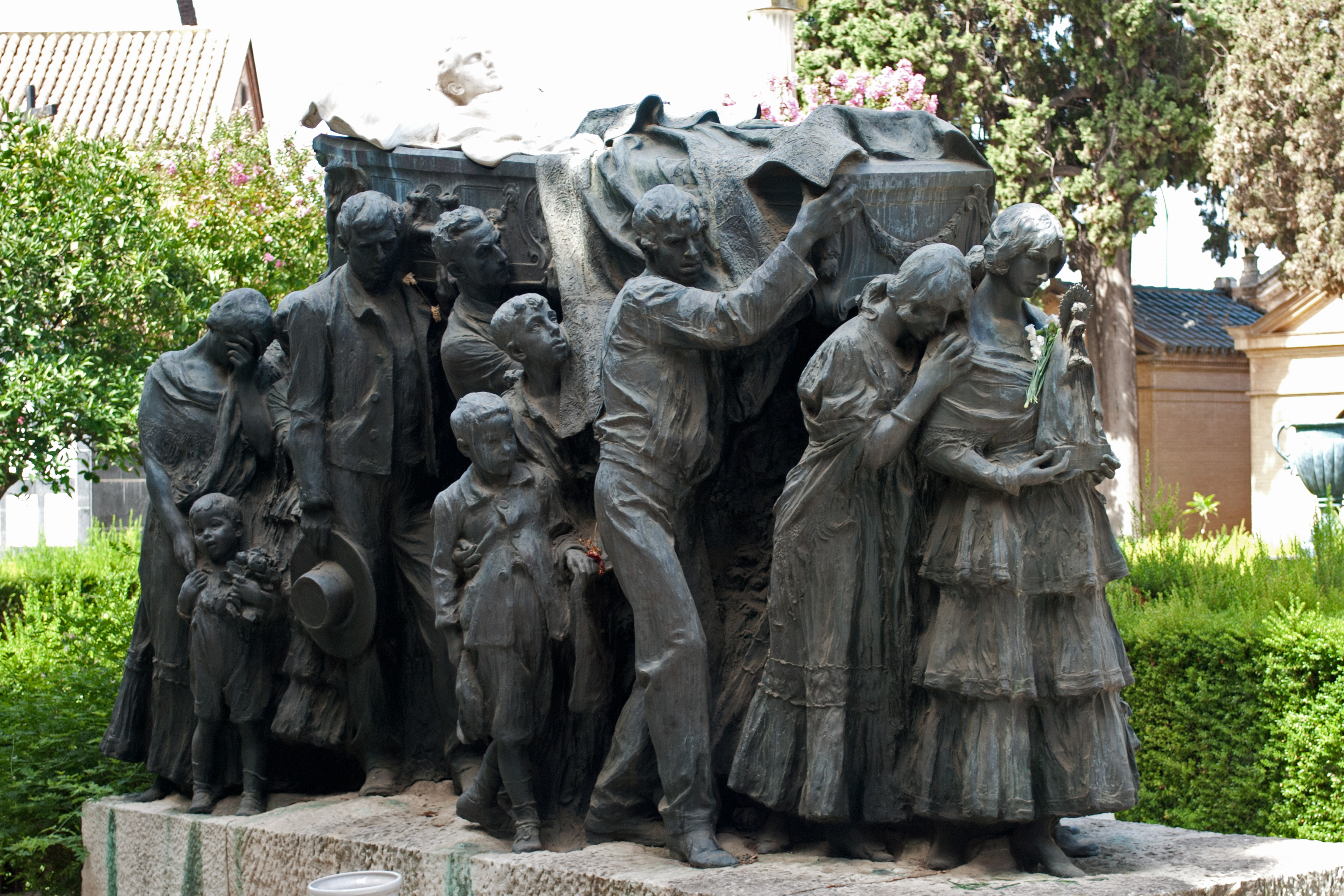
Mausoleu del cementiri de San Fernando de Sevilla al districte Norte.
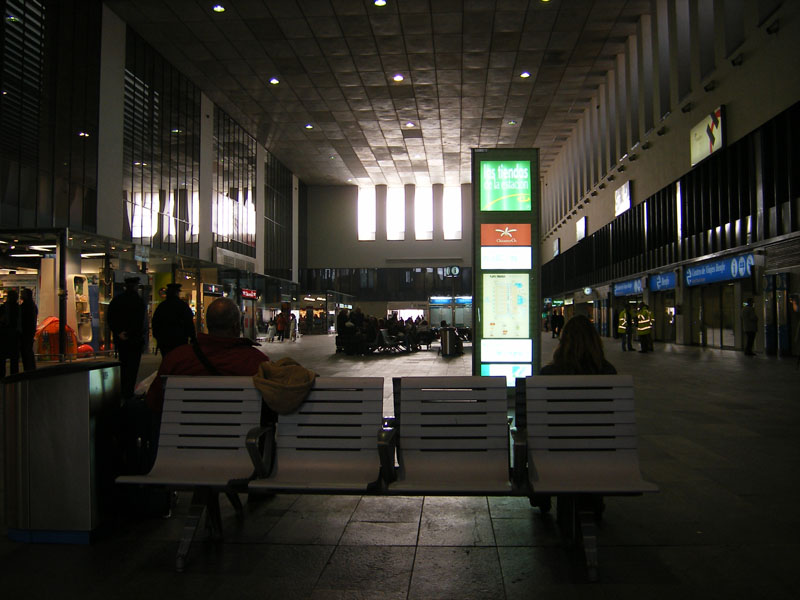
Estació de Santa Justa, al districte San Pablo-Santa Justa.
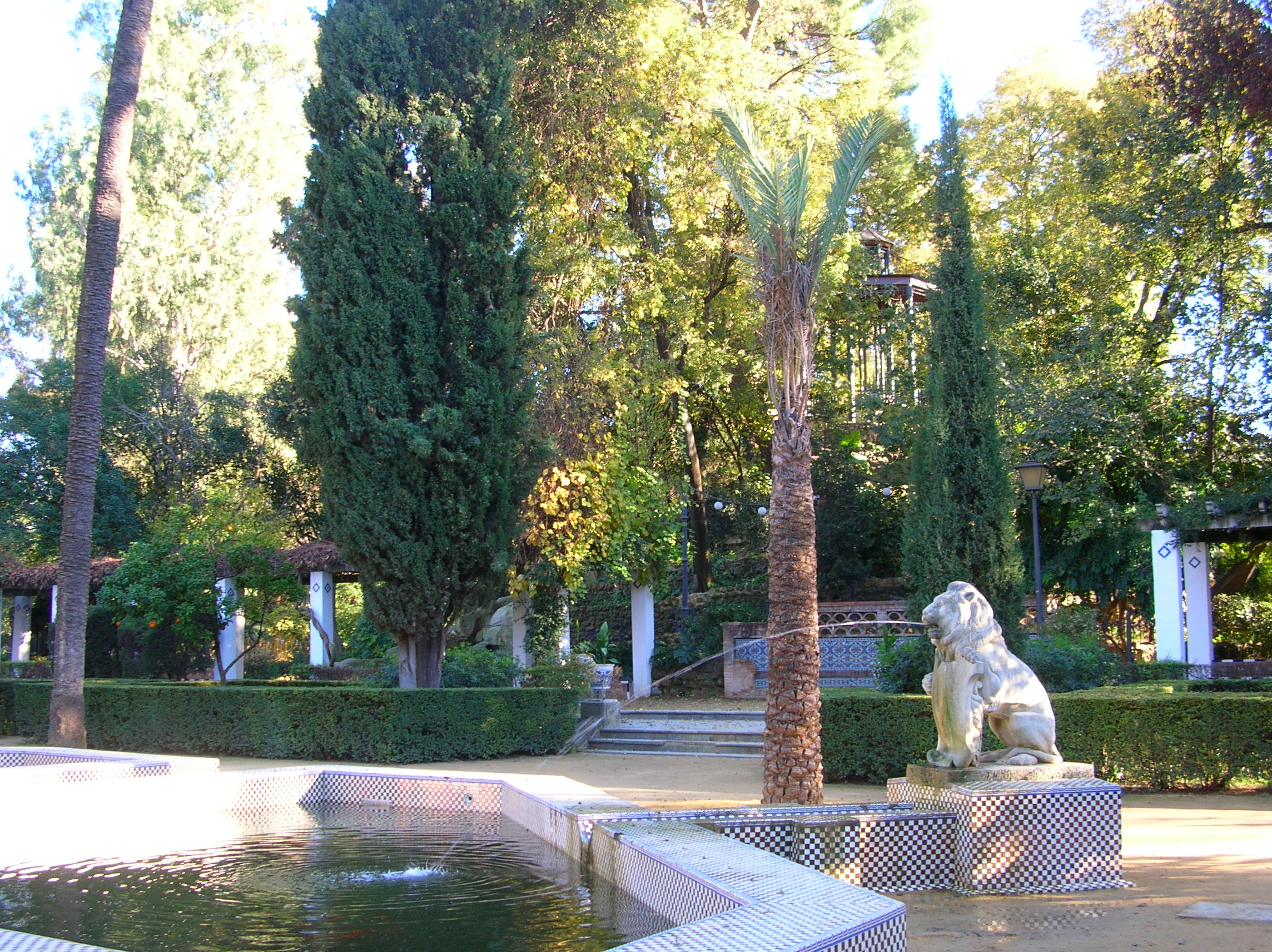
Vista del parc de María Luisa, al districte Sur.
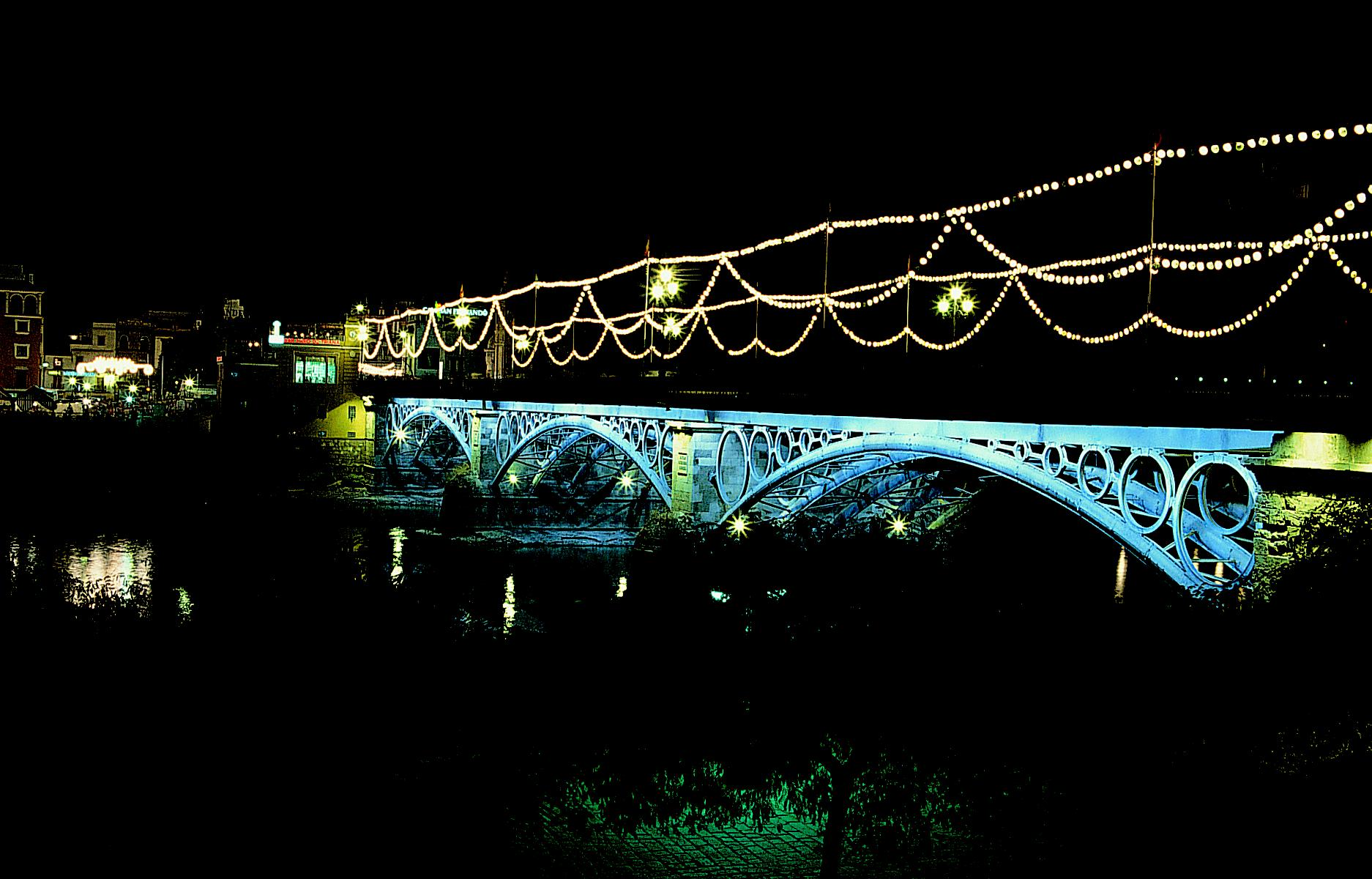
Pont de Triana al districte Triana.